# Мохок (приток Мак-Кензи)
Мохок (англ. Mohawk) — крупнейший приток реки Мак-Кензи длиной 48 км в штате Орегон, протекает по предгорьям Каскадного хребта на юго-восточной оконечности долины Уилламетт, к северо-востоку от Спрингфилда. Площадь водосборного бассейна — 465 км². Высота устья — 135 м над уровнем моря.

## География
Исток реки находится в северной части округа Лейн, примерно в 19 километрах к северо-востоку от Спрингфилда. Река течёт преимущественно в юго-западном направлении и впадает в Мак-Кензи с северной стороны Спрингфилда. Долина реки известна как долина Мохок.

## История
Река Мохок, скорее всего, была названа в честь Джейкоба К. Спореса в 1849 году. Он был уроженцем региона реки Мохок в штате Нью-Йорк, и долина реки Орегон напомнила ему о долине Мохок в его родном штате. В свою очередь, орегонская река дала своё название группе мохавков из коренных американцев, которые жили в долине реки в XIX веке. Эти мохавки не имеют отношения к племени могавков, которое проживает на востоке Соединённых Штатов.